# Ron Barcelo (бренд)

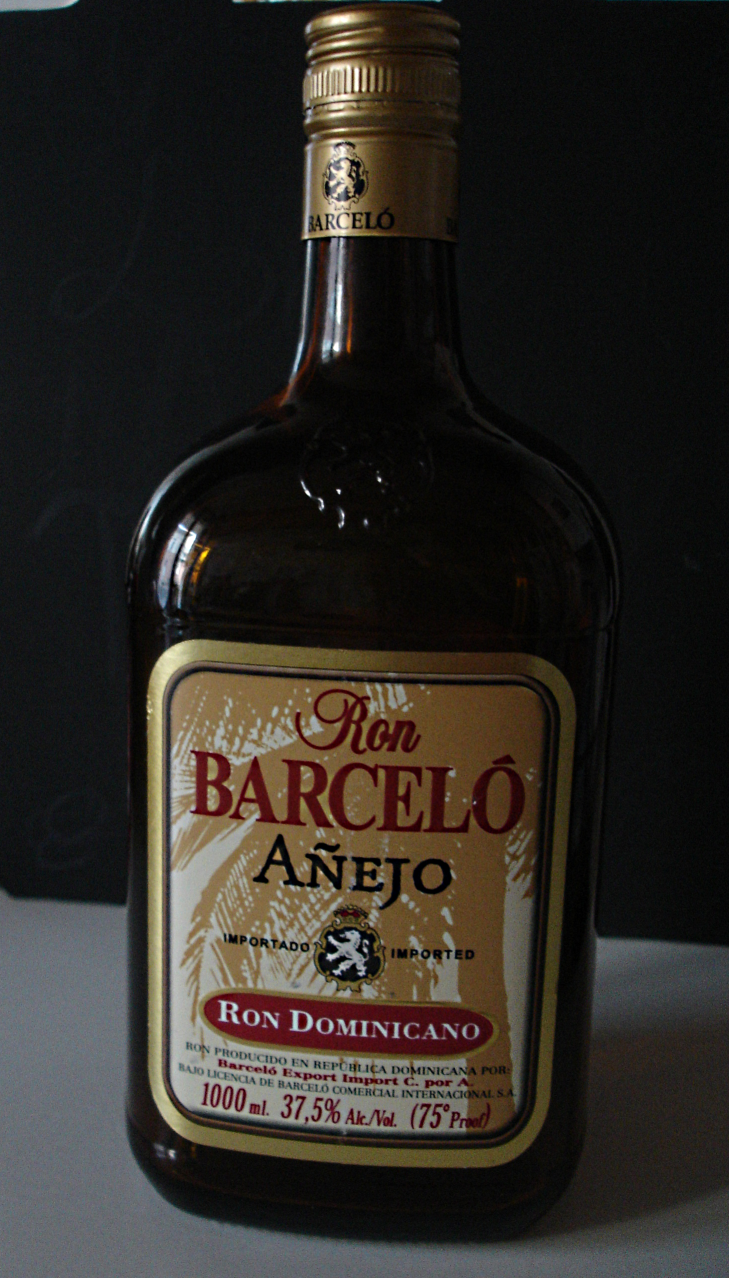
Añejo

Ron Barceló — марка рома, производимая в Доминиканской Республике. Один из трех старейших брендов этого напитка в стране. В 2019 году марка Ron Barcelo заняла третью строчку в мире по количеству произведенного рома.

## История
Бренд и винокурня, на которой стал производиться ром Ron Barcelo, были основаны в 1930-м году. У их истоков стояли Хулиан и Андреа Барчело. Вскоре после постройки производство было уничтожено ураганом. Андреа покинул бизнес и переехал на Пуэрто-Рико, а Хулиан восстановил винокурню. В 1946 винокурня была перенесена на восточный берег реки Озама, где находится и сейчас.
В 2000 году марка была куплена испанской компанией Varma.
В Доминикане расположен музей-завод бренда Centro Historico Ron Barcelo.
В 2018 Ron Barcelo продавался более чем в 70 странах.
В своих современных маркетинговых кампаниях бренд пытается омолодить аудиторию потребителей. Также в продвижении продукции Ron Barcelo уделяет большое внимание американскому рынку.

## Производство
На сегодняшний день у производителя рома Ron Barcelo есть 110 000 бочек для производства напитка, большинство из которых ранее использовались для бурбона в Кентукки. Часть бочек привезена из Франции, до этого в них настаивалось вино. Бочки обычно используют в течение 50-60 лет. Конечный объем продукции от каждой бочки зависит от выдержки напитка, в среднем бочка на выходе даёт 44,9 литров продукции. Минимальный срок выдержки для рома — один год. Под брендом Ron Barcelo ежедневно производится 50 000 литров напитка. Ежегодно — 18 млн.

## Продукция
Основные продукты в линейке бренда — Ron Barceló, Imperial (38 %), Barceló, Imperial Onyx (39 %), Barcelo, Imperial Premium Blend, 30th Anniversary (43 %).